# Nils Möller (bankdirektör)
Nils Henrik Möller, född 11 augusti 1898 i Vassända-Naglums församling, i dåvarande Älvsborgs län, död 17 januari 1981 i Västerås, var en svensk bankdirektör. 
Möller var son till förrådsförvaltaren Hjalmar Möller och Annie Jacobsson. Efter studentexamen 1918 blev han elev vid Göteborgs handelsinstitut där han tog examen 1920. Samma år blev han extra ordinarie tjänsteman vid Sveriges riksbank, där han sedan blev kammarskrivare 1924, registrator 1933, kassör 1938 och kamrer 1944. År 1952 avancerade han till bankdirektör för Riksbankens avdelningskontor i Sundsvall för att 1954 överta motsvarande befattning vid lokalkontoret i Västerås där han även var styrelseledamot. Nils Möller var medlem av Odd Fellow och Frimurarorden. Han var också riddare av Nordstjärneorden (RNO).
Han gifte sig första gången 1926 med Ingrid Jönsson (1896–1950), dotter till fabriksföreståndaren Josef Vilhelm Jönsson och Hilma Fredrika Scherblom. Andra gången gifte han sig 1952 med Tora Andersson (1900–1990), dotter till arbetaren Karl Alfred Andersson och Amalia Charlotta Svensson samt änka efter Karl Arvid Bergström. Nils Möllers enda barn, sonen Yngve Möller (född 1928), blev teckningslärare och far till litteraturvetaren Håkan Möller.
Nils Möller och första hustrun är begravda i Norrköping.